# Audi (Formule 1)
De Duitse autofabrikant Audi heeft een contract om als constructeur in de Formule 1 mee te doen als Audi F1 Team, te beginnen met het seizoen 2026. Het Audi F1 Team is ontstaan door de overname van Kick Sauber, met motoren die worden ontwikkeld door Audi Formula Racing GmbH.

## Achtergrond
Audi heeft in augustus 2022 aangekondigd dat de Duitse fabrikant Formule 1-motoren zou gaan leveren vanaf 2026. 
In oktober is aangekondigd dat Audi het Formule 1-team van Sauber heeft overgenomen en gaat rijden met eigen motoren, dit betekent dat Audi een volledig fabrieksteam wordt.
In het Formule 1-seizoen 2025 rijden Nico Hülkenberg en Gabriel Bortoleto bij Kick Sauber met een meerjarig contract, zij gaan de eerste coureurs worden die rijden voor het Formule 1-team van Audi.